# Euphorbia nummularia
Euphorbia nummularia är en törelväxtart som beskrevs av Joseph Dalton Hooker. Euphorbia nummularia ingår i släktet törlar, och familjen törelväxter.
Artens utbredningsområde är Galápagosöarna. Inga underarter finns listade i Catalogue of Life.